# Équipe cycliste Elvé
L'équipe cycliste Elvé, est une équipe cycliste belge de cyclisme professionnel sur route, active entre 1946 et 1959, sponsorisée par la marque belge de vélo « Elvé (nl) » et importateur des vélos Peugeot. Les co-sponsors sont les marques « Météore », « Peugeot » et « Marvan (nl) ».
Elvé court, en Belgique, avec le maillot portant la marque « Météore », rachetée par Peugeot, ou « Griffon » dans la fin des années 1950.
Léon van der Hulst, propriétaire de la marque, en est le directeur sportif de 1955 à 1957. À cette époque, Les coureurs courent en Belgique sous le maillot « Elvé-Peugeot » ou 	
« Elvé-Marvan » et en France sous le maillot « Peugeot-Dunlop » ou « Peugeot-BP-Dunlop ».

## Principaux résultats

### Compétitions internationales
- Champion du monde sur route 1955 (Stan Ockers)

### Classiques
- De Drie Zustersteden : 1948 (Ernest Sterckx)
- Week-end ardennais : 1955 (Stan Ockers), 1956 (Richard Van Genechten)
  - Flèche wallonne : 1955 (Stan Ockers), 1956 (Richard Van Genechten), 1958 (Rik Van Steenbergen)
  - Liège-Bastogne-Liège : 1955 (Stan Ockers), 1956 (Richard Van Genechten), 1957 (Frans Schoubben)
- Kuurne-Bruxelles-Kuurne : 1955 (Joseph Planckaert)
- Escaut-Dendre-Lys : 1955 (Marcel Janssens)
- Rome-Naples-Rome : 1956 (Stan Ockers)
- Circuit Het Nieuwsblad : 1956 (Ernest Sterckx)
- Paris-Bruxelles : 1959 (Frans Schoubben)

### Courses par étapes
- Challenge Desgrange-Colombo : 1955 (Stan Ockers)
- Tour de Belgique 1955 (Alex Close), 1956 (André Vlayen)
- Tour de l'Ouest 1955 (Marcel Janssens)
- Tour du Limbourg 1956 (Frans Schoubben)
- Critérium du Dauphiné 1956 (Alex Close),
- Tour de Picardie 1958, 1959 (Frans Schoubben)
- À travers les Flandres 1958 (André Vlayen)

### Bilan sur les grands tours
- Tour de France
  - Les coureurs de l'équipe ont remporté des succès sur le Tour de France, mais en portant le maillot d'équipes nationales ou régionales. Ainsi, Jean Brankart, 2 étapes contre la montre en 1955

### Championnats nationaux
- Champion de Belgique sur route 1956 (André Vlayen)
- Champion de Belgique de poursuite 1949 (Léon Jomaux)
- Champion de Belgique de poursuite 1955 (Jean Brankart)

## Effectifs
- 1948
  - Léon Jomaux
  - Éloi Meulenberg
  - Ernest Sterckx
- 1949
  - Léon Jomaux
- 1955
  - Jean Brankart
  - Pino Cerami
  - Alex Close
  - Raymond Impanis
  - Marcel Janssens
  - Léon Jomaux
  - Jean Moxhet
  - Stan Ockers
  - Joseph Planckaert
  - Edgard Sorgeloos
  - Emiel Van Cauter
  - Richard Van Genechten
  - Rik Van Steenbergen
- 1956
  - Jean Brankart
  - Pino Cerami
  - Alex Close
  - Raymond Impanis
  - Marcel Janssens
  - Jean Moxhet
  - Stan Ockers
  - Joseph Planckaert
  - Frans Schoubben
  - Emile Severeyns
  - Edgard Sorgeloos
  - Ernest Sterckx
  - Emiel Van Cauter
  - Richard Van Genechten
  - Rik Van Steenbergen
  - André Vlayen
- 1957
  - Jean Brankart
  - Alex Close
  - Marcel Janssens
  - Léon Jomaux
  - Jean Moxhet
  - Frans Schoubben
  - Richard Van Genechten
  - Rik Van Steenbergen
- 1958
  - Pino Cerami
  - Alex Close
  - Raymond Impanis
  - Marcel Janssens
  - Frans Schoubben
  - Emile Severeyns
  - Edgard Sorgeloos
  - Emiel Van Cauter
  - Richard Van Genechten
  - Rik Van Steenbergen
  - André Vlayen
- 1959
  - Jan Adriaensens
  - Alex Close
  - Frans Schoubben
  - Emiel Van Cauter
  - Richard Van Genechten
  - Rik Van Steenbergen